# Comuna Hârtiești, Argeș
Hârtiești este o comună în județul Argeș, Muntenia, România, formată din satele Dealu, Hârtiești (reședința), Lespezi și Lucieni.

## Așezare
Comuna se află în marginea estică a județului, la limita cu județul Dâmbovița, pe malurile râului Argeșel. Este străbătută de șoseaua națională DN73D, care o leagă spre sud de Vulturești, Davidești, Mioveni și Mărăcineni (unde se termină în DN73) și spre nord de Boteni, Mioarele și Valea Mare-Pravăț (unde se termină în DN72A).

## Demografie
Componența etnică a comunei Hârtiești
     Români (57,63%)
     Romi (37,55%)
     Alte etnii (0%)
     Necunoscută (4,83%)
Componența confesională a comunei Hârtiești
     Ortodocși (94%)
     Alte religii (0,95%)
     Necunoscută (5,05%)
Conform recensământului efectuat în 2021, populația comunei Hârtiești se ridică la 2.216 locuitori, în creștere față de recensământul anterior din 2011, când fuseseră înregistrați 2.165 de locuitori. Majoritatea locuitorilor sunt români (57,63%), cu o minoritate de romi (37,55%), iar pentru 4,83% nu se cunoaște apartenența etnică. Din punct de vedere confesional, majoritatea locuitorilor sunt ortodocși (94%), iar pentru 5,05% nu se cunoaște apartenența confesională.

## Politică și administrație
Comuna Hârtiești este administrată de un primar și un consiliu local compus din 11 consilieri. Primarul, Ion-Cosmin Ștefan[*], de la Partidul Social Democrat, este în funcție din octombrie 2020. Începând cu alegerile locale din 2024, consiliul local are următoarea componență pe partide politice:
|  | Partid                    | Consilieri | Componența Consiliului | Componența Consiliului | Componența Consiliului | Componența Consiliului | Componența Consiliului | Componența Consiliului | Componența Consiliului | Componența Consiliului |
|  | ------------------------- | ---------- | ---------------------- | ---------------------- | ---------------------- | ---------------------- | ---------------------- | ---------------------- | ---------------------- | ---------------------- |
|  | Partidul Social Democrat  | 8          |                        |                        |                        |                        |                        |                        |                        |                        |
|  | Partidul Național Liberal | 3          |                        |                        |                        |                        |                        |                        |                        |                        |

## Istorie
La sfârșitul secolului al XIX-lea, comuna făcea parte din plasa Argeșelul a județului Muscel și era formată din satele Hârtiești și Lucieni, având în total 966 de locuitori. În comună existau două biserici și o școală, iar principalii proprietari de pământuri erau P. Baștea, I. Constantinescu, T.N. Vlădescu, A.N. Vlădescu și C. Vlădescu. Anuarul Socec din 1925 o consemnează în aceeași plasă, având 660 de locuitori în aceleași două sate.
În 1950, comuna a fost transferată raionului Muscel din regiunea Argeș. În 1968, comuna a fost transferată la județul Argeș, alipindu-i-se și satele comunei Vulturești, desființate. Comuna Vulturești a fost reînființată în 2003, de atunci comuna Hârtiești având alcătuirea actuală.

### Participarea la conflictele armate
Comuna Hârtiești a participat cu toate forțele disponibile la operațiunile militare din timpul Războiului de Independență, Primului și celui de al Doilea Război Mondial.
Dezideratul neatârnării țării a fost atins în campania 1877-1878 denumită Războiul de independență. Soldații hârtieșteni au luptat în zona Dunării și în Bulgaria făcând  parte din Regimentul 4 Dorobanți cu sediul la Pitești. Numele  eroilor sunt prezente pe Monumentul eroilor din Pitești. Populația  rămasă acasă a  contribuit la susținerea frontului prin rechiziții.
Neutralitatea României în timpul Primului Război Mondial a luat sfârșit în luna august 1916 când țara noastră s-a alăturat Antantei în schimbul promisiunii de  unire a teritoriilor românești. În timpul conflictelor armate dintre soldații germani și soldații români  școala a fost incendiată. Trupele germane au pătruns în comună în ziua de 18 noiembrie 1916 unde au staționat cu sarcina de a alimenta frontul Dragoslavele cu provizii și cu muniții, populația fiind obligată să predea  alimentele de rezervă și alte bunuri. În  luptele de la Mateiaș și de la Mărășești-Oituz și-au dat viața 41 de ostași originari din Hârtiești. Alți soldați  români, căzuți  prizonieri, au fost încarcerați în biserică, 200  fiind înmormântați în curtea lăcașului de cult. Un Monument al eroilor a fost ridicat în perioada interbelică în parcul comunal.
În timpul celui de-al Doilea Război Mondial au fost uciși 31 de soldații originari din Hârtiești care au participat la teatrele de operațiuni. Lor li se adaugă invalizii de război, dispăruții, văduvele și orfanii, sporind numărul victimelor din comună. În lunile februarie și martie ale anului 1941 în Hârtiești au staționat cca 700 de ostași germani, venind dinspre Câmpulung. Ei au fost  repartizați maxim 4 într-o gospodărie. Localitatea nu a cunoscut  lupte  nici înainte nici după evenimentul de la 23 August 1944.  

## Monumente istorice
Patru obiective din comuna Hârtiești sunt incluse în lista monumentelor istorice din județul Argeș ca monumente de interes local, toate fiind clasificate ca monumente de arhitectură: biserica „Sfântul Nicolae” (1833) din Hârtiești, Cod: AG-II-m-B-13703; biserica „Sfântul Ioan Botezătorul” (1852) din Lucieni, Cod: AG-II-m-B-13724; ansamblul conacului Jean Vlădescu (1926),  Cod: AG-II-a-B-13726 cu conacul (AG-II-m-B-13726.01), parcul (AG-II-m-B-13726.02), incinta (AG-II-m-B-13726.04) și anexele  (AG-II-m-B-13726.03); și ansamblul conacului C.A. Vlădescu (1936),  Cod: AG-II-a-B-13725 și el cu conacul (AG-II-m-B-13725.01), parcul (AG-II-m-B-13725.02) și împrejmuirea cu poartă  (AG-II-m-B-13725.03).

## Educația
Atât în Hârtiești cât și în Lucieni sunt menționate primele școli în secolul XIX. În satul Hârtiești se desfășura activitatea  în anul 1850 în casele preotului Stanciu Heruvic. În satul Lucieni era învățător în anul 1841 preotul Nica Simion.
Unul din evenimentele istorice importante ale secolului al-XIX-lea a fost Revoluția de la 1848. Înăbușirea ei a condus la închiderea școlilor. Pasul decisiv în evoluția învățământului l-a constituit  reforma  din anul 1864 promulgată de către domnitorul Alexandru Ioan Cuza în urma căreia învățământul primar a devenit obligatoriu. În anul 1870 școlile comunei erau unificate în satul Hârtiești unde  frecventau 2 fete  și 18 băieți. Numărul elevilor a crescut, în anul  1918 școala având 89 de elevi, dar din cauza războiului și a concentrării învățătorilor, cursurile au încetat.
În perioada interbelică, statul român a fost mai atent cu dezvoltarea învățământului, școala construită  între 1892-1935 pe terenul donat de familia Constantinescu  fiind dotată cu farmacie, atelier de tâmplărie și cantină.
Între 1968-1991, ca urmare a exploziei demografice, s-a luat hotărârea ca Hârtiești să fie școală coordonatoare, cu următoarele școli  în subordine: Vulturești, Bârzești cu clasele I-VIII și școlile Lucieni, Vulturești-Mărgești și Huluba cu clasele I-IV.

## Viața spirituală

### Biserica din Hârtiești
Pe teritoriul actualei comune Hârtiești, au existat de-a lungul timpului mai multe lăcașuri de cult.
Tradiția fixează prima biserică cunoscută  pe valea pârâului Mâzgana unde exista vechea vatră a satului și unde sunt vizibile urmele unei  biserici și ale unui cimitir loc denumit la morminte. Această biserică este atestată  într-un hrisov emis de domnitorul Neagoe Basarab la 23 iulie 1513 unde se amintește locul La Murminte.
Catagrafiile  întocmite la cererea trupelor de ocupație rusești și austriece specifică existența la 1810, în satul Hârtiești-Cutlumuz a unei  biserici cu hramul Sf. Nicolae. Restaurarea ei s-a produs în  anul 1844 cu efortul financiar al  diaconului  Radu din Hârtiești.
Astăzi, satul Hârtiești are o biserică  zidită între anii 1837-1842 cu aportul financiar al ierodiaconului Heruvic, a fiului său și a nepotului său, Panait. Construcția s-a făcut în locul vechii biserici despre care nu există date și a necesitat o restaurare în  anul 1916,  când naosul  a fost lărgit prin construirea a două abside, i s-a adăugat un pridvor și s-a consolidat construcția cu centuri metalice. Alte îmbunătățiri au constat în adăugarea casei parohiale din curtea bisericii și a unui foișor. O a doua restaurare a avut loc în anul 1983, urmată șapte ani mai târziu de  construcția unei  clopotnițe din lemn.
Particularitatea stilului arhitectural este reprezentată prin prezența frontoanelor laterale rotunjite caracteristice primelor epoci de formare ale arhitecturii românești, regăsite doar  la Biserica Domnească  din Curtea-de-Argeș. În apropierea lăcașului de cult  se pot observa  urmele ruinelor unei clădiri  care era desigur o anexă a bisericii.
Despre pictură se cunoaște că cea inițială a fost realizată în ulei în stil bizantin și a fost înlocuită în anul 1926 cu o pictură în stil neobizantin. Din prima s-au păstrat tablourile votive care îi înfățișează pe ctitori. Ulterior, au fost înfățișați  patriarhii Miron  Cristea (1925-1930) și  Justin Moisescu  (1977-1996).
Această biserică are trei hramuri: Nașterea Maicii Domnului, Sf.  Ierarh Nicolae și Sf. Apostoli și este monument istoric. În patrimoniul ei se află cărți religioase vechi, printre care un Ceaslov din sec. al XVIII-lea, 24 de cărți din prima jumătate a sec. XIX și 7 icoane.

### Biserica din Lucieni
În satul Lucieni, atestat documentar în anul 1437, se află o biserică cu hramul Sf. Ioan Botezătorul despre care avem informații scrise în Catagrafia Plășii Argeșel realizată în anul 1810.
Pe locul ei, boierul Constantin Vlădescu și fiul său, George Vlădescu au construit o biserică nouă în anul 1852 din cărămidă și piatră de râu. În timp, lăcașul de cult a primit  hramul Sf. Împărați Constantin și Elena.
O caracteristică a acestei biserici este influența stilului gotic în partea superioară a ușilor unde se află arcade în formă de arc frânt. Arhitectura bisericii este înnobilată cu ancadramente și trepte din piatră de Albești.  
Lăcașul de cult  a fost înfrumusețat cu pictura realizată de Ilie Zograf din Pitești în perioada 1872-1873 și restaurată de Vasile Blendea în anul 1851. Biserica din Lucieni are în patrimoniu următoarele cărți de cult: Molitvelnic [1784], [1832] Penticostarion [1801], Antologhion [1814], Cazanie [1833], Ceaslov [1833], Triodion [1834], Liturghier [1835], Mineie [1852]. 

### Troițele
Și în Hârtiești, ca și în toate localitățile de pe Valea Argeșelului și a celor din zona Muscel, sătenii au construit  troițe  atât pe șoseaua principală cât și pe ulițele satului și pe dealuri, pe văi sau chiar în pădure.
Aceste construcții bisericești sunt utilizate  ca loc de închinăciune sau ca adăpost în caz de ploaie sau de lăsarea întunericului. Pentru majoritatea s-a folosit lemnul, cu ornamente  sculptate și picturi, ori icoane pe pereți.  Elementul central îl constituie la interior crucea care îl înfățișează  pe Domnul Iisus Hristos răstignit. Pentru odihna  pelerinilor, troițele sunt prevăzute cu băncuțe.
În comună s-au păstrat mai multe troițe din secolele trecute: în punctul  Musceluș, cu o vechime de peste 100 de ani, troiță numită Stejarul cu icoana deoarece  a fost lucrată  în tulpina unui stejar care avea trei ramificații, cea de-a doua în vârful Scorțarului care reliefează hotarul satului Hârtiești cu satele Drăghici și Jugur, iar cea de-a treia  lângă pârâul Valea Bisericii,  realizată din lemn masiv de stejar,  cu o inscripție în limba slavonă, troiță  bine conservată  în ciuda vechimii de peste 200 de an.
Un interes cultural îl reprezintă crucile de piatră situate la gura Văii lui Cireș în satul Lucieni și la gura Văii Marineștilor, ambele cu particularitatea de a avea inscripții cu litere chirilice.

## Personalități (alfabetic)
Satul Hârtiești l-a avut ca prim învățător  pe Ion Constantinescu (1831-1904). Cu un început modest, ca ajutor pe la biserică unde a învățat să scrie și să citească, a  ajuns logofăt, apoi cântăreț bisericesc, iar în anul 1856 învățător. Bun gospodar, s-a remarcat ca și primar, iar în perioada 1864-1865 a devenit deputat. Activitatea lui filantropică  a constat în construirea unei școli și a localului necesar primăriei.
Nepotul său, care s-a numit tot Ion Constantinescu, a fost general și deținut funcția de procuror șef al Curții Militare până în anul 1944.
Economistul Ioan  Dincă, absolvent  al Înaltei  Academii de  Științe Economice  a fost magistrat la Înalta Curte de Conturi, începând cu anul 1935.
Inginerul Ștefan Gheorghe (n. 1934), absolvent al Facultății de chimie și Director al Fabricii de Proteine Furajere, a semnat 46 de inovații, 6 invenții și a fost primul român care a pus la punct tehnologia recuperării aurului din masa aluvionară.
Petre Petrescu, de profesie avocat, decan al baroului avocaților din județul Muscel a deținut funcțiile politice de senator și prefect.
Ioan I. Pravăț (n. 1931), economist, specializat în Franța, Elveția, Italia și Germania a deținut funcțiile de director în Ministerul Comerțului, expert internațional și șef al Departamentului Serviciilor hoteliere din Ministerul Turismului.
Vasile Predescu (1926-2003), prof. dr. doc. a fost  cercetător  în domeniul neuropsihiatriei,  Director  al Spitalului Gh. Marinescu din București, membru al Academiei Medicale din România, membru corespondent al Academiei  Medicale din Paris și profesor al Facultății de Medicină din București.
Iulian Stroiescu (n. 1920), inginer  agronom, a fost director al Camerei Agricole Muscel (1948-1950),  inspector general în Ministerul Agriculturii (1950-1952)  și director al Institutului Pasteur din București (1952-1955).
Generalul Gabriel Vlădescu,  absolvent al școlii superioare de cavalerie din Franța a participat la operațiunile militare din anii 1941-1945.
De numele lui Mihail  Vlădescu, prof. univ. de științele naturii, se leagă apariția Grădinii Botanice din București deoarece terenul din Cotroceni pe care se află a aparținut familiei sale și a făcut parte dintre specialiștii care au contribuit la amenajare, bustul său  aflându-se în perimetrul grădinii. Mihail Vlădescu  a fost rector al Universității din București și a deținut funcția de ministru al Instrucțiunii Publice.